# Vault (parkour)

Lazy Vault

V parkouru je vault určitým druhem pohybu, při kterém se přenese váha těla na jednu nebo obě ruce, za účelem rychlejšího překonání překážky, např. zábradlí, zdi atd.
Existuje mnoho druhů vaultů, které mají v parkouru svá jména. Nicméně parkour není omezen jen na určité pohyby, ale je o efektivním překonání překážky, ne o předvádění triků.

## Základní vaulty
- Monkey vault: Vault, skok dopředu přes překážku, kdy se tělo dostává do vodorovné pozice nad překážku, následuje odraz rukama, tělo a nohy se protáhnou nad překážkou a mezi rukama.
- Lazy vault: Překonání překážky šikmo za postupného použití jedné ruky, švihnutí nohou přes překážku a odraz pryč druhou rukou.
- Two-hand vault: Obě ruce jsou umístěné na překážce a tělo jde podél rukou.
- Speed vault: Překonání překážky v rychlosti, tělo je téměř vodorovně nad překážkou jedním ramenem dolů, kontakt s překážkou má jen jedna ruka.
- Kong vault: Vault, skok dopředu přes překážku, kdy se tělo dostává do vodorovné pozice nad překážku, následuje odraz rukama, tělo a nohy se protáhnou nad překážkou a mezi rukama.
- Dash vault
- Reverse vault (neměl by se plést s 360 side vault): Vault s otočkou o 360°, při němž se traceur otáčí zády nad překážkou. Vhodné při potřebě pokračovat po dopadu jiným směrem.
- Pop vault: Překonání zdi s jedním či více odrazy nohama od zdi a rukama položenýma nahoře na překážce.
- Turn vault: Vault, obsahující otočku o 180°. Tato technika se používá k získání lepší pozice na opačné straně překážky, například pro snížení výšky následného seskoku.
- Underbar: Proskočení skrz mezeru pod překážkou nebo v překážce.
- Tic tac vault: Odraz od zdi k získání výšky / vzdálenosti. Často slouží k výskoku na protější překážku.
- Kash vault: Jednoduchá kombinace Kong vaultu a Dash vaultu.